# Să visăm aripi
Să visăm aripi este un film românesc din 1971 regizat de Ștefan Munteanu.